# Ala-Säynäjäluoma
Ala-Säynäjäluoma och Yli-Säynäjäluoma, eller Säynäjaluomat är sjöar i Finland. De ligger i kommunen Kuusamo i landskapet Norra Österbotten, i den nordöstra delen av landet, 700 km norr om huvudstaden Helsingfors. Säynäjaluomat ligger 264,1 meter över havet. De ligger vid sjön Lehtojärvi. Arean är 30,1 hektar och strandlinjen är 3,48 kilometer lång. Sjön  ingår i Kems huvudavrinningsområde. 